# Neoparacondylactis haraldoi
Neoparacondylactis haraldoi is een zeeanemonensoort uit de familie Actiniidae.
Neoparacondylactis haraldoi is voor het eerst wetenschappelijk beschreven door Zamponi in 1974.